# Engrama
Un engrama (del griego: έγγραμμα [eggramma] ‘inscripción’) es una estructura de interconexión neuronal estable.

## Efecto
Un engrama tiene como efecto la activación en red de un sistema de neuronas, producida por efecto aferente de la excitación de las terminaciones del sistema nervioso en el medio interno o externo, de tal manera que, mediando o no un correlato psíquico, se estimula la activación de estructuras neuronales estables eferentes, engramas eferentes, que producen respuestas de regulación automáticas del organismo. 
Hay engramas no psíquicos, que se producen de manera inconsciente, y engramas psíquicos que son ejecutados mediante la actuación consciente del individuo.
Aunque la palabra no se encuentra en el Diccionario de la Lengua Española de la Real Academia, el término es de uso corriente en Neuropsicología o Psicobiología, aunque también se usan otros de significado equivalente como bucle neuronal, estructura neuronal, subsistema neuronal, patrón de activación...